# سیارک ۵۵۱۸
سیارک ۵۵۱۸ (به انگلیسی: 5518 Mariobotta، نامگذاری:1989YF) پنج هزار و پانصد و هجدهمین سیارک کشف شده‌است که در ۳۰ دسامبر ۱۹۸۹ کشف شد.
قدر مطلق سیارک برابر ۱۲٫۸۰ است.